# Astronia ferruginea
Astronia ferruginea är en tvåhjärtbladig växtart som beskrevs av Adolph Daniel Edward Elmer. Astronia ferruginea ingår i släktet Astronia och familjen Melastomataceae. Inga underarter finns listade i Catalogue of Life.